# Cobria transversevittata
Cobria transversevittata är en skalbaggsart som beskrevs av Stefan von Breuning 1979. Cobria transversevittata ingår i släktet Cobria och familjen långhorningar. Inga underarter finns listade i Catalogue of Life.